# Bal & co
Distillerie Bal & Co is een jeneverstokerij uit Merksem, opgericht in 1861. 

## Geschiedenis

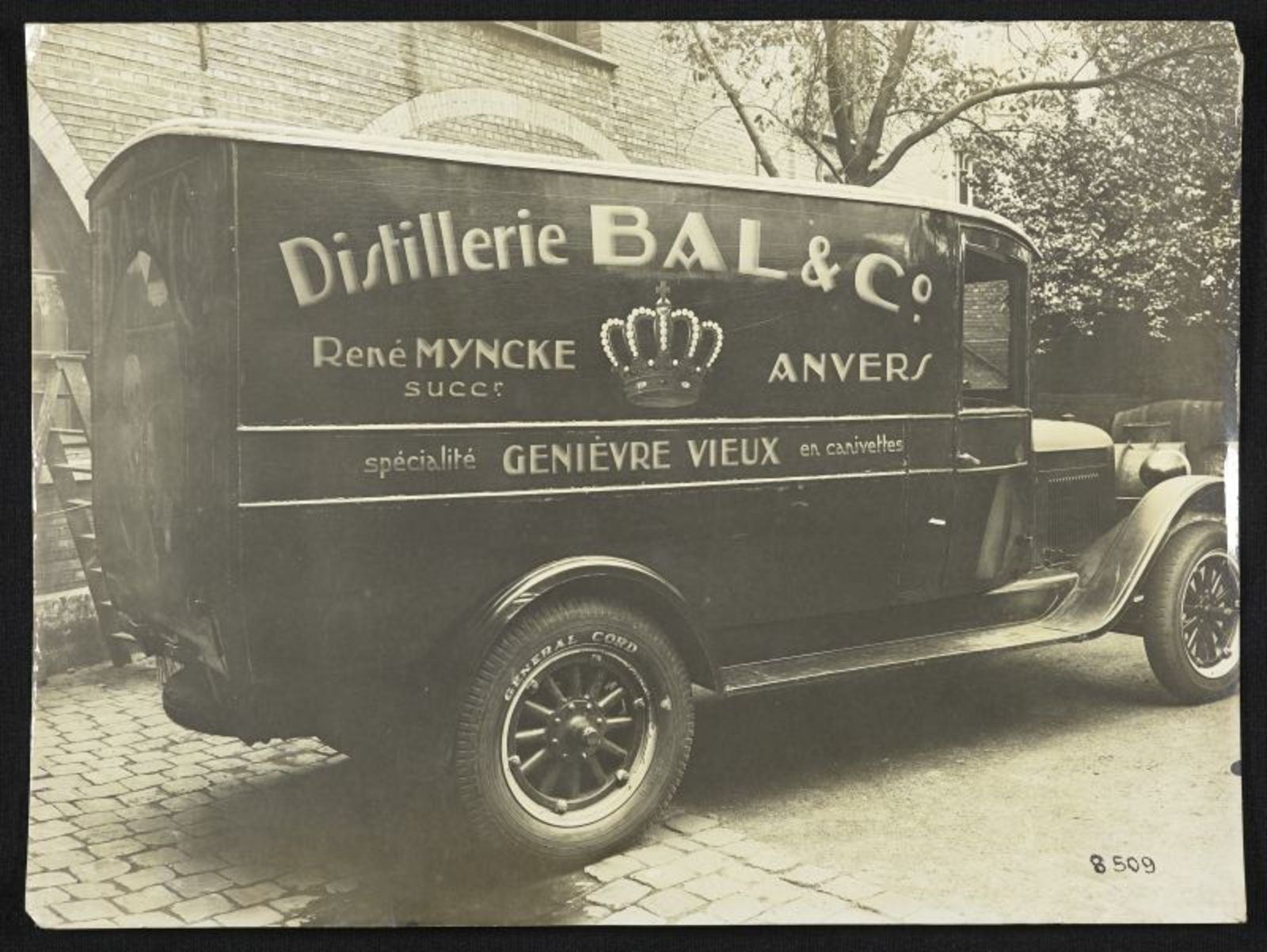
Zwart wit foto van een bedrijfswagen van stokerij Distillerie Bal & Co

Onder de oorspronkelijk naam stokerij La Couronne - De Kroon startten Jan Baptist en Corneel Jozef Bal hun eigen jeneverstokerij, na een loopbaan als handelsklerk bij Stokerij Van den Bergh.
Na de dood van Jan Baptist Bal in 1866, zet zijn broer Corneel Jozef samen met zijn 4 zonen, de zaak verder onder de naam Distillerie C.J.Bal & Cie en na 1984 onder de bedrijfsnaam Usines Bal & Cie.
De kantoren in neoclassicisme uit 1888 van de stoomstokerij De Kroon of de Distillerie à vapeur 'La Couronne' zijn gevestigd in de Korte Winkelstraat in Antwerpen en werden ontworpen door de Antwerpse architect Joseph Hertogs (1861-1931).
Het bedrijf breidt zijn activiteiten uit met een gistfabriek op de hoek van de Cassiersstraat met de Van de Wervestraat. in Merksem wordt de productie van boter en margarine opgestart. 
In 1957 wordt het bedrijf overgenomen door Frans Hol. Twee jaar later wordt het gefuseerd met de firma Louis Meeus tot het bedrijf Bal & Louis Meeus.

## Wereldtentoonstellingen
De stokerij was aanwezig op verschillende wereldtentoonstellingen:
- Antwerpen, 1885[4]
- Antwerpen, 1894[5]
- Gent, 1913

## Producten
Bekende gedeponeerde etiketten van het bedrijf zijn:
- Bal's Oude Klare, gedeponeerd op 11 mei 1906
- Hollandia Bitter (eau-de-vie d'amer), gedeponeerd op 28 mei 1907
- Zuivere Oude Graan Genever van 't kruikje, gedeponeerd op 8 november 1923
- Graanjenever van 't kruikje, Bal & Co, gedeponeerd op 8 november 1923